# Ubuntu受限額外程式
Ubuntu 受限額外程式（英語：Ubuntu Restricted Extras，技術名稱：ubuntu-restricted-extras），是Ubuntu的一系列软件包，允许用户安装由于法律或版权原因尚未預設包含的基本软件。
它是一个元包，包含以下內容：
- 支持MP3和未加密的DVD播放器
- 網頁核心字型
- 常见音频和视频文件的编解码器

## 背景
默认情况下，该软件包中的软件不包含在Ubuntu中，因为Ubuntu维护人员只想在开箱即用的安装中包含完全自由的軟件。此软件包中的软件可能是专有软件、受软件专利保护的或受到其他限制的。例如，Adobe Flash 插件是一个闭源软件。此外，许多多媒体格式（如MP3和H.264）已获得专利。在这些专利适用的国家，分发使用这些格式的软件可能需要向专利所有者支付许可费。

## 内容
Ubuntu Restricted Extras是一个元包，在版本20.04 LTS中，具有以下依赖项：
- ubuntu-restricted-addons（从 Ubuntu 10.10 开始）
  - chromium-codecs-ffmpeg-extra（snap chromium-ffmpeg）
  - gstreamer1.0-fluendo-mp3（套件暫時不可用）
  - gstreamer1.0-libav
  - gstreamer1.0-plugins-ugly
  - gstreamer1.0-vaapi
- libavcodec-extra
- ttf-mscorefonts-installer
- unrar

## 可用性
由于Ubuntu Restricted Extras中包含的软件的法律地位（並不代表其爲盜版或非法），默认情况下该软件包不包含在任何Ubuntu CD中。但是，某些发行版，例如Super OS、Pinguy OS和Revamplinux将此软件包捆绑在其安装媒體上。